# Косилов, Николай Иванович
Николай Иванович Косилов (7 января 1937, дер. Чайковка Башкирской АССР — 18 июля 2009) — учёный и изобретатель, инженер-механик, доктор технических наук, профессор, заслуженный деятель науки и техники РФ (1994).

## Биография
Окончил Белебеевский техникум механизации (1956 — с отличием) и Челябинский институт механизации и электрификации сельского хозяйства (1961).
В 1961—1964 главный инженер молочно-овощного совхоза Магнитогорского металлургического комбината.
С 1964 в Челябинском агроинженерном университете (до 1992 институт механизации и электрификации сельского хозяйства): аспирант, ассистент, доцент (1972), руководитель проблемной лаборатории (1989—1991), профессор и зав. кафедрой (с 1991).
В 1969 защитил кандидатскую, в 1990 — докторскую диссертацию. Профессор (1991).
Умер 18 июля 2009 года после тяжелой и продолжительной болезни.

## Научная деятельность
Усовершенствовал технологию двухфазного обмолота зерна, создал двухбарабанный и роторный зерноуборочные комбайны, разработал пневмоинерционный способ сепарации зернового вороха и высокопроизводительный сепаратор для поточных линий.
Получил 52 авторских свидетельства.

### Сочинения
- Зерноуборочные комбайны: Моногр. М., 1986;
- Совершенствование технологии уборки и послеуборочной обработки урожая зерновых, зернобобовых и крупяных культур в условиях Урала: Учеб. пособие. Ч., 1995;
- Современные зерноуборочные комбайны: Учеб. пособие. Ч., 1998. Соавт.: В. В. Бледных, В. Е. Рогоза и др.;
- Состояние и тенденции развития современных кормоуборочных комбайнов: Учеб. пособие. Ч., 1998. Соавт.: В. В. Бледных, В. М. Урайкин;
- Зерноуборочные комбайны двухфазного обмолота. М., 1999.

## Награды и звания
Заслуженный деятель науки и техники РФ (1994).
Награждён медалью ордена «За заслуги перед Отечеством» II степени.